# تشارلز هنري شفارتز
تشارلز هنري شفارتز (بالإنجليزية: Charles Henry Schwarz)‏ هو شخصية أعمال أمريكي، ولد في 17 نوفمبر 1825 في إرفورت في ألمانيا، وتوفي في 11 أكتوبر 1903 بسبب ذات الرئة.